# Rubia charifolia
Rubia charifolia är en måreväxtart som beskrevs av Nathaniel Wallich och George Don jr. Rubia charifolia ingår i släktet krappar, och familjen måreväxter. Inga underarter finns listade i Catalogue of Life.